# Білозор (герб)
Білозор (пол. Białozór) — шляхетський герб, різновид герба Богорія.

## Опис герба
В червоному полі дві срібні стріли в стовп, що поєднані срібною перетинкою.
В клейноді над шоломом в короні павич, який тримає у дзьобі зламану стрілу. Клейнод червоний, підбитий сріблом.

## Найбільш ранні згадки
Невідоме походження герба.

## Роди
Білозори (Бялозори) (пол. Białozor, Białozór).